# Ye Fan
Ye Fan (Baoding, Hebei, China, 23 de octubre de 1986) es una gimnasta artística china, campeona del mundo en 2003 en la viga de equilibrio.

## Carrera deportiva
En el Mundial de Anaheim 2003 gana el oro en el ejercicio de la barra de equilibrio, quedando por delante de la rumana Catalina Ponor (plata) y de la rusa Ludmila Ezhova (bronce).
En los Juegos Asiáticos celebrados en Macao en 2005, consiguió dos oros —equipo y viga de equilibrio— y una medalla de plata en la competición general individual.